# George Harcourt, II conte Harcourt
George Harcourt, II conte Harcourt (Witney, 1º agosto 1736 – Londra, 20 aprile 1809), è stato un nobile e mecenate inglese.
Patrono delle arti e mecenate di diversi artisti e progettista di giardini egli stesso.

## Biografia
Harcourt era figlio di Simon Harcourt, I conte Harcourt, il quale morì nel 1777, e di sua moglie Rebecca. Trascorse due anni della sua giovinezza alla Westminster School, dove frequentò le lezioni di storia dell'arte di Alexander Cozens e di altri maestri dell'epoca.
Nel 1754 Harcourt si portò in Germania ed in Italia al seguito di George Bussy Villiers, e William Whitehead come tutore di Villiers. Il suo Grand Tour continuò sino a tutto il 1756. Whitehead scrisse poi delle poesie sulle residenze familiari di Middleton Park  e Nuneham Courtenay.
Harcourt venne eletto al parlamento per la costituente di St Abans nel 1761, rimanendone membro sino al 1767, non tenendo comunque alcun discorso né intervento alla Camera. Fu tra i sostenitori di John Wilkes, un amico di Catherine Macaulay, ed oppositore della guerra contro le colonie americane, dopo che fu entrato nel 1777 alla Camera dei Lords.
Nel 1772 Harcourt iniziò a disegnare i giardini di Nuneham Courtenay, assistito da William Mason, terminando i lavori nel 1777. Dal 1779 Capability Brown intervenne sul parco e sui giardini; assieme a Paul Sandby. Come patrono delle arti Harcourt impiegò Thomas Pitt per il monumento funebre di suo padre, e creò un premio di poesia in antico bretone, vinto da George Richards.

## Matrimonio e figli
Harcourt sposò Elizabeth, figlia di George Venables-Vernon, I barone Vernon, sua cugina, nel 1765.